# 武周 (三国)
武 周（ぶ しゅう、生没年不詳）は、中国後漢末期から三国時代の政治家。魏に仕えた。字は伯南。豫州沛郡竹邑県の人。子は武陔（字は元夏）・武韶（字は叔夏）・武茂（字は季夏）・女子一人（劉芬の妻）。孫は武輔。『三国志』魏志の「胡質伝」が引く『晋書』（著者は虞預）などに記述がある。

## 生涯
下邳県令であった時に臧覇から尊敬された。臧覇は自ら武周の宿舎を訪れた事もあったという（「臧覇伝」）。
後、揚州の前線合肥を守る張遼の護軍になったが、ある時に張遼と仲違いを起こした。張遼は武周の代わりとして、温恢の下で治中を務めていた胡質を貰い受けたいと依頼した。しかし胡質は「武周は正しい人物です。将軍は昔、彼の事を尊敬し、口を極めて称賛しておられましたが、今は些細な恨みで仲違いされております。ましてや私のような拙い者では、将軍と上手く付き合えないと思うのです。」と言い、断った。これに悟るところがあった張遼は、再び武周と関係を改善した（「胡質伝」）。
後に武周は、光禄大夫まで昇進した（「胡質伝」が引く虞預『晋書』）。
小説『三国志演義』には登場しない。

## 子孫
武周の3人の子は幼少の頃から器量があり、郷里で評判があった。武周は同郡出身の劉公栄に対し、子らと面会させて人物鑑定を願い出た。劉公栄は、それぞれと語り合った後で「武陔は宰相の器であり、他の弟2人も高官に昇るだろう」と予言した。
武陔は、劉公栄の予言通り三公の一歩手前まで昇ったが、魏が禅譲により晋になると、積極的に職務を履行しなくなり、清廉のまま亡くなったので当時の美談となった。『晋書』に伝が立てられている。
武韶・武茂もそれぞれ晋の高官になった。しかし武茂の母は楊駿の縁者であった事から、八王の乱により楊駿が誅殺されると、その一族の処刑に連座する事になり処刑された。その死去は冤罪として悼まれた。